# Oceánem na kře ledové
Oceánem na kře ledové (1890, César Cascabel) je dobrodružný román francouzského spisovatele Julesa Verna z jeho cyklu Podivuhodné cesty (Les Voyages extraordinaires).

## Obsah románu
Děj se odehrává v roce 1867. Autor v knize vypráví příběh francouzského artisty Césara Cascabela a jeho rodiny, kteří se po letech strávených ve Spojených státech chtějí vrátit domů do vlasti. Bohužel jsou jim však ukradeny jejich úspory, takže si nemohou zaplatit cestu lodí do Evropy. César Cascabel se proto rozhodne dostat se do Francie pozemní cestou na komediantském voze přes (tehdy ještě ruskou) Aljašku (prodanou roku 1867 carskou vládou vládě USA, tato skutečnost má vliv na děj románu), dále přes zamrzlý Beringův průliv, Sibiř a centrální Rusko, přičemž věří, že si jeho výprava na cestě ještě přivydělá představeními, a tak zlepší stav své pokladny.
Na své cestě prožijí cestovatelé celou řadu nebezpečných dobrodružství. Při své cestě z Port Clarence přes Beringův průliv se ocitnou na uvolněné ledové kře a jsou zaneseni na arktický ostrov Kotelnyj v Severním ledovém oceánu, kde upadnou do zajetí domorodců. Ze všech obtíží, včetně politických, se jim však podaří vyváznout, šťastně překročí Ural a dostanou se do Permu, odkud je již další cesta do Francie poměrně snadná.

## Ilustrace
Knihu Oceánem na kře ledové ilustroval George Roux.

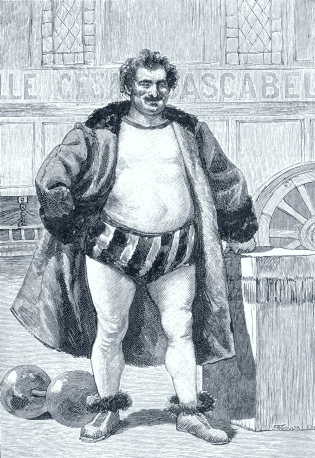
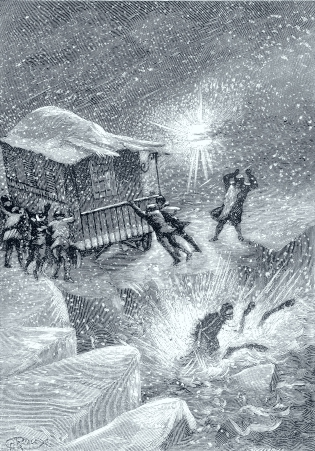
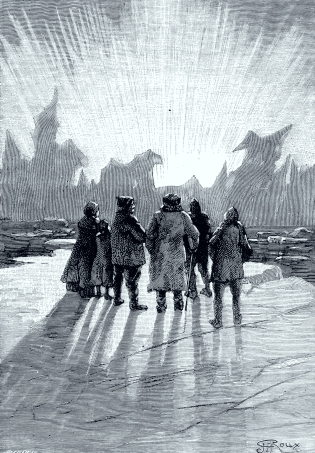
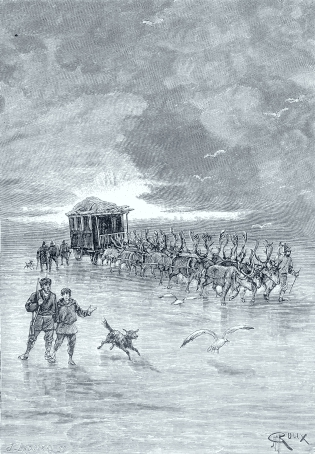

## Filmové adaptace
Podle knihy byl roku 2001 natočen francouzský animovaný televizní film režiséra Fabriceho Ziolkowskiho César Cascabel.

## Česká vydání
- Oceánem na kře ledové, Josef R. Vilímek, Praha 1891, přeložil Josef Pšenička, znovu 1902 a 1907.
- Cesar Cascabel, Bedřich Kočí, Praha 1907, přeložil Vítězslav Unzeitig, dva svazky,
- Oceánem na kře ledové, Josef R. Vilímek, Praha 1926, přeložil Josef Pšenička, znovu 1936.
- Oceánem na kře ledové, SNDK, Praha 1958, přeložil Václav Netušil,
- Oceánem na kře ledové, Návrat, Brno 1995, přeložil Josef Pšenička, znovu 2002.
- Oceánem na kře ledové, Omega, Praha 2019, přeložil Josef Pšenička.